# Zbylczyce
Zbylczyce (prononciation [zbɨlˈt͡ʂɨt͡sɛ]) est un village de la gmina de Świnice Warckie, du powiat de Łęczyca, dans la voïvodie de Łódź, situé dans le centre de la Pologne.
Il se situe à environ 3 kilomètres au nord-ouest de Świnice Warckie (siège de la gmina), 21 kilomètres à l'ouest de Łęczyca (siège du powiat) et 49 kilomètres au nord-ouest de Łódź (capitale de la voïvodie).

## Administration
De 1975 à 1998, le village était attaché administrativement à l'ancienne voïvodie de Konin.

Depuis 1999, il fait partie de la nouvelle voïvodie de Łódź.